# Ägrett

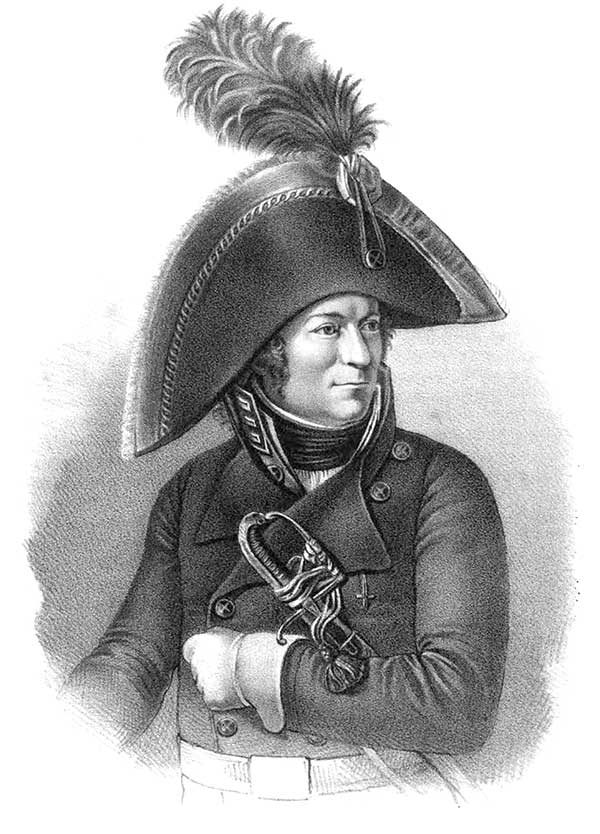
Carl Johan Adlercreutz iförd moderiktig hatt med ägrett.

Ägrett (från franskans aigrette, häger), är en huvudprydnad i form av en uppstående fjäderplym. Ägretter användes främst under 1700- och 1800-talet på hattar, hjälmar eller direkt i håret och används också för att pryda cirkushästar.
Fjädrar till ägretter tas ofta från hägrar eller strutsar.